# Mateja Udovč
Mateja Udovč, slovenska ekonomistka in političarka; * 30. september 1974.
Leta 2018 je bila na listi Stranke modernega centra izvoljena za poslanko v Državnem zboru Republike Slovenije. V času svojega mandata je opravljala tudi funkcijo predsednice Odbora za gospodarstvo in podpredsednice Odbora za infrastrukturo, okolje in prostor. 14. decembra, nekaj dni po preimenovanju stranke SMC v Konkretno, je prestopila v stranko Naša dežela in postala nepovezana poslanka. Ob tem je dejala, da razlog prestopa niso nesoglasja, ampak le novi cilji v življenju.
Pred vstopom v politiko je na ministrstvu za notranje zadeve organizirala delo na področju celotnega materialnega knjigovodstva, še pred tem pa kot poslovodja ter direktorica delovala na področju trgovine v zasebnem podjetju.
Je poročena in mati dveh otrok. Je planinska vodnica in članica gasilskega društva.